# Leptaulax masayukii
Leptaulax masayukii es una especie de coleóptero de la familia Passalidae.

## Distribución geográfica
Habita en Sumbawa en  y en la Isla de Flores (Indonesia).